# Ecale (demo)
Ecale (in greco antico: Ἑκάλη?, Hekále) era il nome di un demo dell'Attica.

## Descrizione
Secondo una leggenda che raccontava che il demo prendeva nome da una donna che aveva ricevuto Teseo nella sua casa, durante la sua missione contro il toro maratonese, che stava devastando la tetrapoli attica, Ecale si sarebbe trovato vicino a Maratona. Tuttavia degli studiosi moderni hanno ipotizzato che il demo fosse collocato sul versante settentrionale del monte Pentelico oppure tra questo e il monte Parnete; nonostante alcuni ritrovamenti archeologici di lieve entità, non si è ancora riusciti a fornire una collocazione precisa questa località.
Il mito prima citato sosteneva che la vecchia Ecale, ospitato Teseo come suo figlio, promise a Zeus un sacrificio se il giovane fosse tornato sano e salvo dall'impresa contro il toro; tuttavia, quando Teseo tornò, la trovò morta, e compì il sacrificio a Zeus Ecaleo al posto suo. In quell'occasione Teseo ordinò che in quel luogo venisse effettuato ogni anno un sacrificio a quella divinità e alla vecchia Ecale, istituendo il culto per la divinità ed un santuario ad essa dedicato.
Ecale è l'unico toponimo femminile per un demo attico, nonché l'unico il cui nome è legato chiaramente ad un culto sacro: nell'antichità erano celebrate infatti le Ecalesie, in cui venivano compiuti i sacrifici a Zeus Ecaleo e ad Ecale.
Il posizionamento da parte di Clistene di questo demo nella tribù Leontide, anziché nell'Antiochide, cosa che sarebbe stata più logica da un punto di vista geografico, dimostra come il legislatore volle infrangere il potere dell'antica aristocrazia. Questa suddivisione ebbe come conseguenza il fatto che l'associazione religiosa nata intorno al culto di Ecale, che comprendeva Ecale e i demi vicini, venne frammentata con il conseguente indebolimento. Probabilmente Ecale era il luogo d'origine del più grande rivale di Clistene, Isagora.